# طراحی روشنایی
طراحی روشنایی 
در تأمین روشنایی در طی روز می‌توان از نور خورشید که دارای طیف کاملی بوده و سازگاری مناسبی با سیستم بینایی انسان‌ها از لحاظ فیزیولوژیکی و روانی دارد استفاده کرد. اما در کنار بهره مندی از نور روز می‌توان از نور الکتریکی یا ترکیبی از هر دو آن‌ها بهره گرفت.

## اهداف طراحی روشنایی مطلوب
کمک و تسهیل در انجام کار 
ایجاد یک محیط مناسب برای فرد 
کاهش حوادث احتمالی در محیط کار
از بین بردن عوارض و استرس‌های روانی 
کاهش بیماری یا ناراحتی‌های چشمی
افزایش بهره وری

## شرایط روشنایی مطلوب
شدت روشنایی بایستی مطابق با استانداردهای پیشنهادی باشد. به‌طور مثال روشنایی راهروها بین 100 تا 150 لوکس و برای دفاتر تایپ و ماشین‌نویسی 300 تا 600 لوکس باشد.
منابع روشنایی مورد استفاده جهت تأمین روشنایی بایستی دارای رنگ دهی مناسب باشند. این عامل با رنگ دهی نور روز که عدد 100 در نظر گرفته می‌شود مقایسه می‌گردد. به‌طور مثال لامپهای رشته ای مورد استفاده در منازل رنگ دهی حدود 100 و لامپهای جیوه ای رنگ دهی حدود 24 دارند.
عدم وجود سایه روشن در محل دید فرد یا محیط کار 
عدم ایجاد فشارهای چشمی سوزش یا سردرد برای فرد در محیط کار 
نبود تلاش اضافی از سوی فرد برای دیدن سطح کار که پیامد آن به وجود آمدن وضعیتهای نامطلوب بدنی و دردهای کمری و گردنی است.
عدم قرارگیری منابع روشنایی درناحیه دید مستقیم فرد 
نبود سطوح انعکاس دهنده مزاحم در ناحیه دید فرد در محیط کار

## اصول طراحی روشنایی طبیعی
در تأمین روشنایی منازل مسکونی، اماکن عمومی و محیطهای کار اولویت با نور روز است. اصولآیکسری از مواردی که در طراحی روشنایی طبیعی بایستی در نظر گرفته شود به شرح زیر است:
- وضعیت قرارگیری پنجره‌ها یا نورگیرها مناسب باشد. به‌طور مثال پنجره‌های اصلی روبه سمت جنوب نصب گردند.
- مساحت پنجره‌ها بایستی برای نورگیری مکان کافی باشد.(بسته به نوع کار 5 تا 30 درصد مساحت محل کار در نظر گرفته شوند)
- پوشش سطوح داخلی بایستی دارای رنگ و ضریب انعکاس مناسب در جهت توزیع نرمال روشنایی باشند. به‌طور مثال ضریب انعکاس حدود 0.7 برای سقف، 0.3 برای کف و 0.5 برای دیوارها در نظر گرفته شود.
- موقعیتهای اقلیمی فصول سال و ساعاتی از شبانه روز که فعالیت صورت می پذیرد در نظر گرفته شود.
- محل نصب پنجره‌ها تا حد امکان در نزدیکی سقف باشد.
- تمامی دستگاه‌ها و ابزارالات مورد استفاده یا سطوح کار دارای پوشش رنگ مناسب با ضریب انعکاس حدود 0.5 باشند.
- پیش‌بینی روشنایی مناسب از نوع مصنوعی جهت مواقع مورد نیاز مانند روزهای ابری 
- نظافت مرتب و دوره‌ای سیستم روشنایی مصنوعی، سطوح کارگاه و ابزار وماشین آلات

## طراحی روشنایی مصنوعی
مسئله‌ای که در طراحی روشنایی مصنوعی بایستی در نظر گرفت این است که اثر روشنایی روز در این نوع طراحی دخالت داده نشود تا سیستم روشنایی ما در شب یا زمان‌هایی که اثر روشنایی روز حداقل است کارایی کافی داشته باشد.

## انواع سیستم‌های روشنایی مصنوعی
- سیستم روشنایی عمومی
- سیستم روشنایی موضعی
- سیستم روشنایی ترکیبی (عمومی و موضعی )

## اصول مد نظر در طراحی روشنایی مصنوعی
یکی از روش‌های بکاررفته در طراحی روشنایی مصنوعی روش لومن است که در سال 1920 توسط هریسون و آندرسون در آمریکا پایه‌گذاری شد. هدف از محاسبه روشنایی به این روش تعیین تعداد منابع نور و محل نصب منابع در راستای تأمین شدت روشنایی متوسط است.
مهمترین فاکتورهای دخیل در طراحی روشنایی به روش فوق به شرح ذیل است :
تعیین سیستم توزیع روشنایی مطلوب
سیستم توزیع نور مستقیم
سیستم توزیع غیر مستقیم
سیستم توزیع نیمه مستقیم

## تعیین نوع لامپ
تعیین منبع نور مناسب با کار و کیفیت نور مورد نظر از مهم‌ترین فاکتورهای طراحی سیستم‌های روشنایی مصنوعی است. در تعیین نوع لامپ عواملی از قبیل توان الکتریکی لامپ، ضریب بهره نوری لامپ و نوع کار در حال انجام دخیل است. به‌طور مثال لامپ‌های رشته ای(التهابی) با وجود توان الکتریکی بالا ورنگ دهی بسیار خوب موجب ایجاد حرارت بالا
شده در حالیکه ضریب بهره نوری پایینی دارند ولی لامپ‌های فلورسنت بهره نوری بالاتر اما رنگ دهی پایینتری نسبت به نوع التهابی دارند. در مواردی که ارتفاع محل عامل محدودکننده‌ای باشد مثلآ نصب لامپ‌های فلورسنت در مرکز سلامت محیط وکار ارتفاع بالاتر از 6 متر از سطح کار به دلیل پایین بودن توان نوری لامپ تأمین روشنایی مورد نیاز را با اشکال مواجه
میسازد ولی برای این ارتفاع لامپ‌های با توان نوری بالا مانند لامپ‌های گازی فشار بالا مناسب می‌باشند.

## تقسیم بندی لامپها
به‌طور کلی لامپ‌ها به دو دسته اصلی لامپ‌های رشته ای(فیلاماندار ) ولامپ‌های تخلیه در گاز دسته‌بندی می‌گردند.
مهمترین مشخصات مد نظر در لامپ‌ها جهت بکارگیری آن‌ها به شرح زیر است :
- توان نوری منابع
- ضریب بهره نوری لامپها
- رنگ دهی لامپها
- درخشندگی لامپها
- عمر لامپها